# Phanerozus pampinus
Phanerozus pampinus är en tvåvingeart som först beskrevs av Osten Sacken 1886.  Phanerozus pampinus ingår i släktet Phanerozus och familjen vapenflugor. Inga underarter finns listade i Catalogue of Life.